# Cappella di Sant'Antonio (Buonconvento)
La cappella di Sant'Antonio è un edificio sacro situato in località Segalari a Bibbiano, frazione del comune di Buonconvento.
Annessa ad un gruppo di abitazioni, la cappella di Sant'Antonio, discosta dal centro, mostra, dopo il recente restauro, tracce assai labili di decorazioni pittoriche quattrocentesche; i frammenti sono apprezzabili per la varietà compositiva nei tralci vegetali che si stagliano netti contro il fondo. Al centro della cappella, entro una nicchia, si trova una piccola statua del santo databile al XVII secolo.